# Altia
Altia es una empresa española que ofrece servicios de consultoría y prestación de servicios TIC, concretamente, consultoría estratégica y consultoría tecnológica.

## Historia
Altia nace con el nombre de "Altia Consultores S.L." en la ciudad gallega de La Coruña el 17 de marzo de 1994. Su sede principal de origen sita en La Coruña en la Av. del Pasaje pero, desde junio de 2016, cuentan con nuevas instalaciones para sus servicios centrales en la calle Vulcano 3 del polígono industrial Icaria (Oleiros, La Coruña).
Cuando Altia inició sus actividades eran tres socios fundadores: Amadeo Fernández Sánchez, Álvaro Sánchez Silvela y Constantino Fernández Pico. De los tres solo Constantino Fernández permanece en activo en la empresa.
En el 2010 pasaron de ser sociedad limitada para ser sociedad anónima. A partir de ese mismo año, dejan de comunicar su nombre: "Altia Consultores S.L." y usan solamente el nombre de "Altia", sin "Consultores" y sin indicar el tipo de sociedad. Los registros y concesiones pueden ser consultados ya que están inscritos en el Organismo Público Oficina Española de Patentes y Marcas (OEPM).
El 1 de diciembre de 2010 entran en el Mercado Alternativo Bursátil, actualmente denominado BME Growth.
En la actualidad, forma parte del IBEX MAB® 15, una de las 15 con mayor volumen de contratación.
En 2013 firmaba un acuerdo marco con la EUIPO y adquiría Exis TI. El salto internacional definitivo lo emprendió a través de un proyecto para la Bolsa Nacional de Empleo de Chile en 2016. En 2020 adquiere Noesis Global Sociedade Gestora de Participações Sociais, S.A. y se posiciona ventajosamente en el mercado de las agencias europeas. En 2022 adquiere el 100% de Bilbomática.
Actualmente cuenta con más de 3.200 profesionales en su plantilla y más de 20 localizaciones en siete países diferentes.

## Servicios
- Externalización y mantenimiento de aplicaciones.
- Suministro, implantación y mantenimiento de soluciones propias.
- Desarrollo de sistemas.
- Consultoría tecnológica.
- Suministros, implantación y mantenimiento de soluciones de terceros.
- Suministros de infraestructuras.
- Ciberseguridad.
- Datacenter & Cloud.

## Centros de trabajo
Altia está presente en:
España:
- La Coruña
- Vigo
- Vitoria
- Santiago de Compostela
- Madrid
- Valladolid
- Alicante
- Toledo
- Bilbao
- Barcelona
- Tenerife
- Palma de Mallorca
- Valencia
- Datacenter Vigo

Internacional:
- Boston, EE. UU.
- Río de Janeiro, Brasil
- Santiago de Chile, Chile
- Dublín, Irlanda
- Róterdam, Holanda
- Oporto, Portugal
- Coímbra, Portugal
- Lisboa, Portugal

En abril de 2011, Altia incorpora un centro de procesamiento de datos que pertenecía a Vodafone, ubicado en Campus de la Universidad de Vigo, de esta forma presta servicios de Cloud Computing. Posteriormente Altia incorporó 2 nuevas sedes para la prestación de estos servicios en Barcelona y Madrid.

## Competidores
Por el tipo de clientes de la empresa, sus principales competidores son las grandes compañías que operan en el sector de las TIC en España, como pueden ser Accenture, Indra, Sage Group, Atos, Origin, Altran, Telvent, Oesía, Tecnocom, Everis, Ibermática, Inetum, Connectis, HP, IBM, Sopra Group, Cap Gemini, Thales, etc.
También son competidores empresas de menor tamaño que las anteriores pero con posiciones locales muy consolidadas en una o varias comunidades, como por ejemplo, Coremain, Novasoft, Sadiel, Satec, Ednon, Plexus, Proconsi, Sivsa, Balidea, Queres Tecnologías, etc.